# Julien Nicolas
Pour les articles homonymes, voir Nicolas (patronyme).
Julien Nicolas, né le 21 juin 1978, est un chimiste français, directeur de recherche au CNRS, à l'Institut Galien Paris-Saclay (CNRS/Université Paris-Saclay). Spécialiste de la chimie des polymères et de l'ingénierie macromoléculaire, il développe de nouveaux matériaux polymères dégradables à la fois pour des applications biomédicales, notamment dans le cadre du traitement du cancer et des maladies neurodégénératives, mais également dans un but environnemental pour lutter contre la pollution plastique.

## Biographie
Après des études à l'École supérieure de chimie organique et minérale, il effectue un diplôme d'études approfondies puis un doctorat à l'Université Pierre-et-Marie-Curie sous la direction de Bernadette Charleux, qu'il obtient en 2005. Il effectue en 2006 un stage post-doctoral à l'Université de Warwick dans le groupe de David Haddleton. Il est recruté comme chargé de recherche au CNRS en 2007 à l'Institut Galien Paris-Saclay (CNRS/Université Paris-Sud) au sein de l'équipe de Patrick Couvreur. Julien Nicolas obtient son habilitation à diriger des recherches à l'Université Paris-Sud en 2013. Il devient directeur de recherche au CNRS en 2016 et directeur d'équipe en 2019.

## Travaux
Ses travaux portent sur la conception et la synthèse de systèmes de délivrance de médicaments, en utilisant en particulier des nanomatériaux à base de polymères. Il obtient notamment un projet financé par le Conseil européen de la recherche en 2017, portant sur l'utilisation de polymères vinyliques pour des applications biomédicales. En 2022, son équipe publie un article à forte couverture médiatique,, montrant la possibilité d'administrer par la voie sous-cutanée des prodrogues polymères pour le traitement du cancer.
Il s'intéresse également à la synthèse de polymères vinyliques (bio)dégradables en utilisant la polymérisation radicalaire par ouverture de cycle. Il a notamment mis au point en 2022 des polymères vinyliques pouvant se dégrader dans l'eau en quelques jours,.

## Distinctions
- 2016 : Prix de la Division Polymères commune au Groupe français d'études et d'applications des polymères et à la Société chimique de France[15]
- 2017 : Polymer Chemistry Lectureship Award [16]
- 2018 : Prix NOVACAP de l'Académie des Sciences[17],[18]
- 2019 : Biomacromolecules/Macromolecules Young Investigator Award[19]
- 2023 : Prix des Innovateurs Île-de-France [20]
- 2024 : Prix Jean-Pierre Pascault du Groupe Français d'études et d'applications des Polymères[21]